# 6651 Rogervenable
6651 Rogervenable è un asteroide della fascia principale. Scoperto nel 1991, presenta un'orbita caratterizzata da un semiasse maggiore pari a 2,3762422 au e da un'eccentricità di 0,0655288, inclinata di 3,81437° rispetto all'eclittica.
L'asteroide è dedicato al medico e astrofilo Roger Venable.